# Chiesa della Santissima Annunziata (Viareggio)
La Chiesa della Santissima Annunziata è un luogo di culto cattolico sito nell'omonima piazza a Viareggio, nel nucleo storico della città (Rione Vecchia Viareggio).

## Storia
Nel 1546 la Repubblica di Lucca assegnò un terreno sulla spiaggia all'edificazione di alcuni stabili, oggi in gran parte scomparsi: la casa del Commissario, il locale per l’ufficio dell’Abbondanza, la chiesa e una piazza.
La chiesa fu costruita dal 1559 al 1560, sotto il commissario Girolamo Busdraghi e fu dedicata a San Pietro.
Il 23 dicembre 1619 fu elevata a parrocchia e affidata ai Frati Minori Riformati di S. Francesco. Il 24 marzo 1621 fu istituita la Confraternità o Compagnia della Santissima Annunziata, che fu molto attiva a Viareggio sul fronte sociale, specialmente nella pestilenza del 1630.
Il 26 dicembre 1638 l'appena inaugurata Chiesa di Sant'Antonio fu elevata a parrocchia al posto della Santissima Annunziata (all'epoca ancora San Pietro).
Il 5 ottobre 1667, la chiesa fu concessa dal governo lucchese alla Compagnia dell’Annunziata, e ne assunse anche il nome. La chiesa fu ampliata nel 1740 e nel 1749, anno in cui la Compagnia chiese al Comune di Viareggio un contributo per la costruzione del campanile. Il 25 marzo 1755 in occasione della ricorrenza della Santissima Annunziata, fu istituita la Fiera dei ciottorini (piccoli oggetti di terracotta che venivano tradizionalmente venduti) e che si tiene ancora oggi.
Il 15 aprile 1780, una terribile tempesta si abbatté su Viareggio, ma si evitarono danni importanti a persone e cose. La popolazione, che si era riunita in preghiera alla Vergine, ritenne questo un miracolo.
Dal 15 agosto 1943 la Santissima Annunziata è patrona cittadina.
Il campanile, minato durante la Seconda Guerra Mondiale, è stato ricostruito successivamente. Le attuali campane sono state fuse dalla fonderia Ottolina di Bergamo nel dopoguerra.
Nel 2020 la chiesa è stata dichiarata santuario.

## Descrizione
La chiesa di presenta bipartita in due navate, costruite in epoca diversa. In una c'è l'altare maggiore, mentre nell'altra uno secondario, dedicato al Gesù Morto. 
All'altare maggiore si trova un quadro della Santissima Annunziata, in una cornice di marmo del 1818. 
L'opera, andata distrutta durante i bombardamenti del 12 maggio 1944, era di scuola bolognese del XVII secolo, e da alcuni attribuita a suor Eufrasia Burlamacchi.
Fu sostituita con una riproduzione fedele, realizzata dal pittore locale Alfredo Catarsini.
All'altare secondario si trova invece la statua che ogni tre anni viene portata in processione il Venerdì Santo.

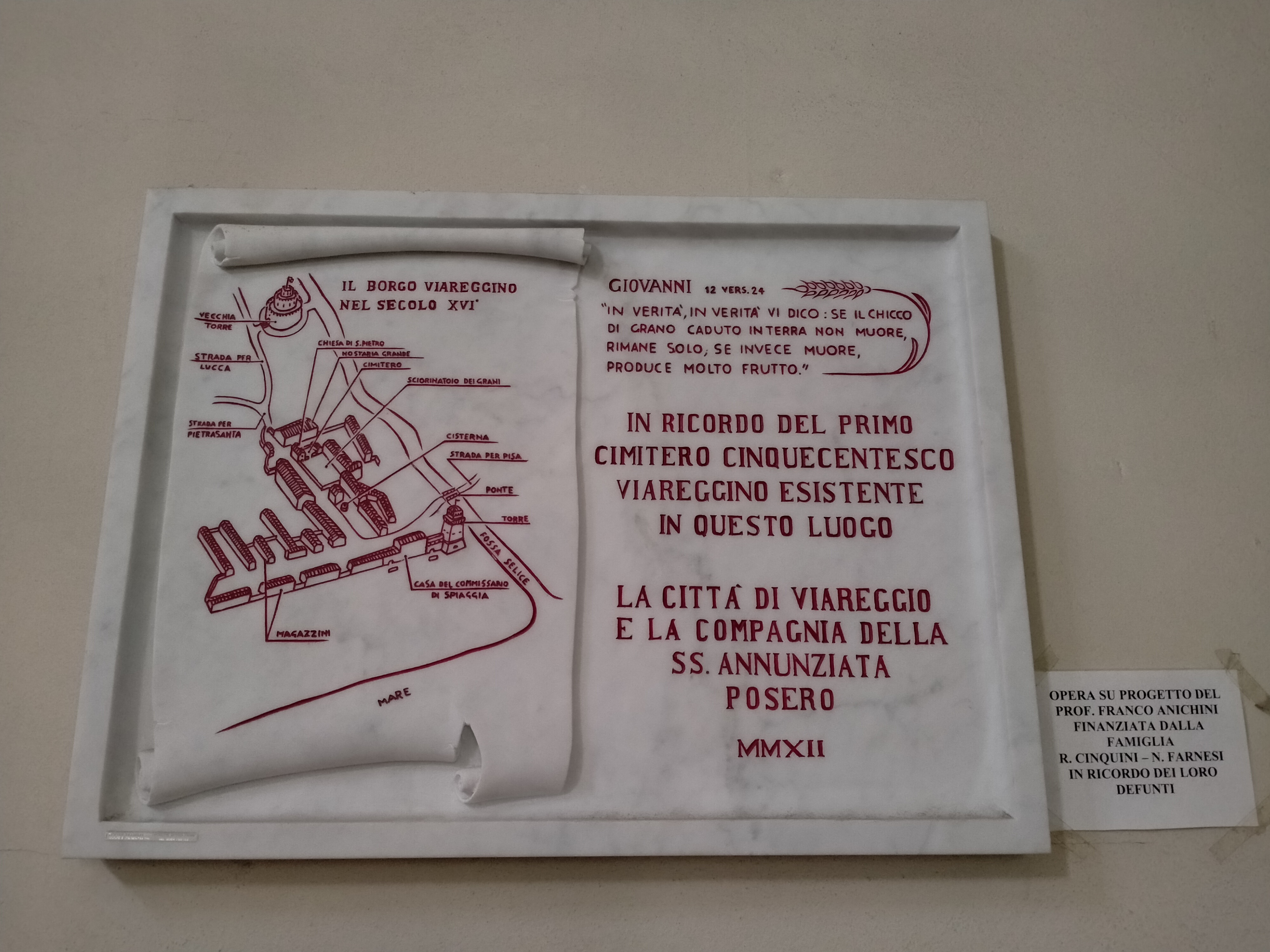
Lapide commemorativa con la rappresentazione di Viareggio nel XVII secolo, posta all'interno della chiesa
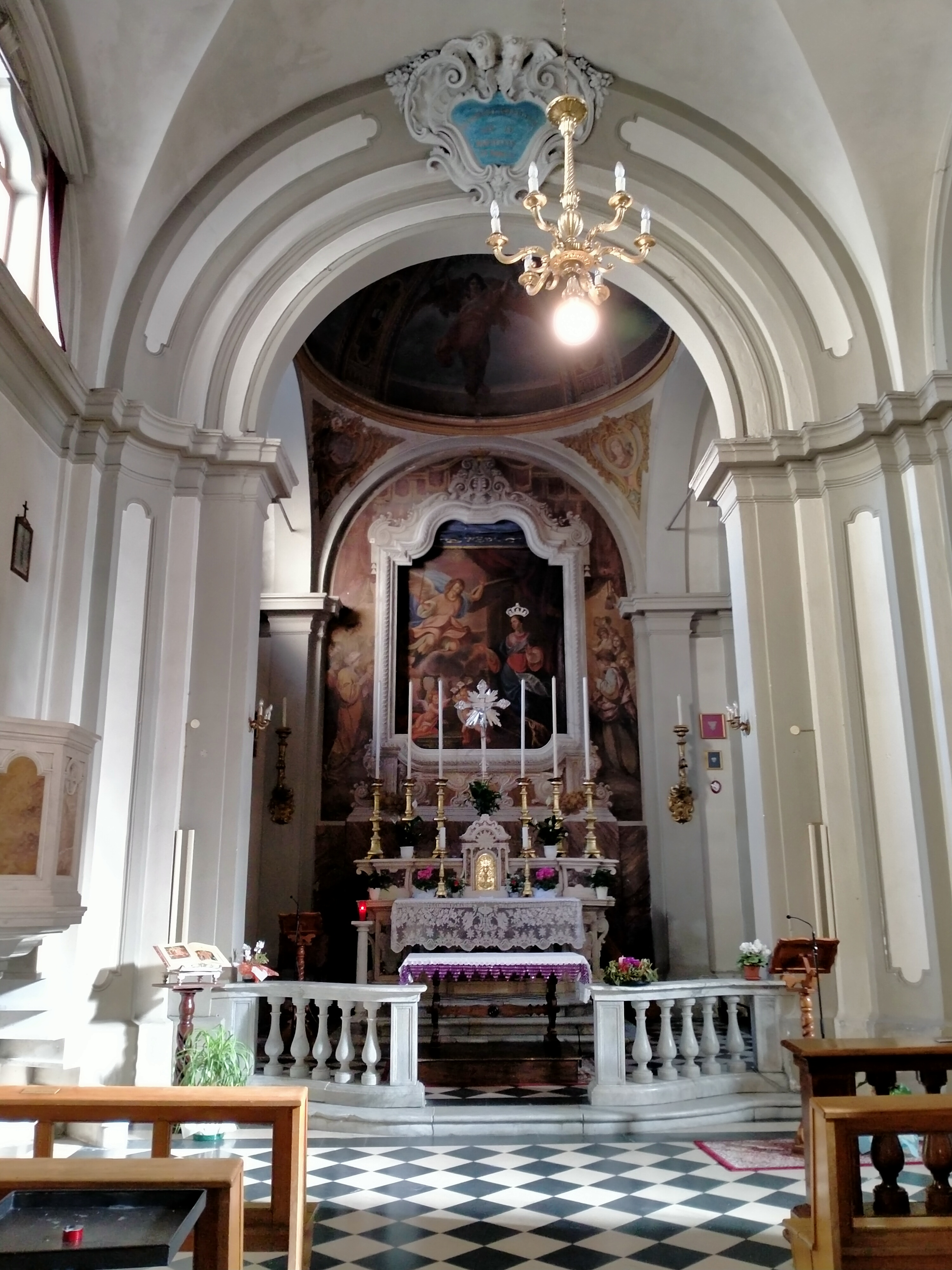
Altare principale
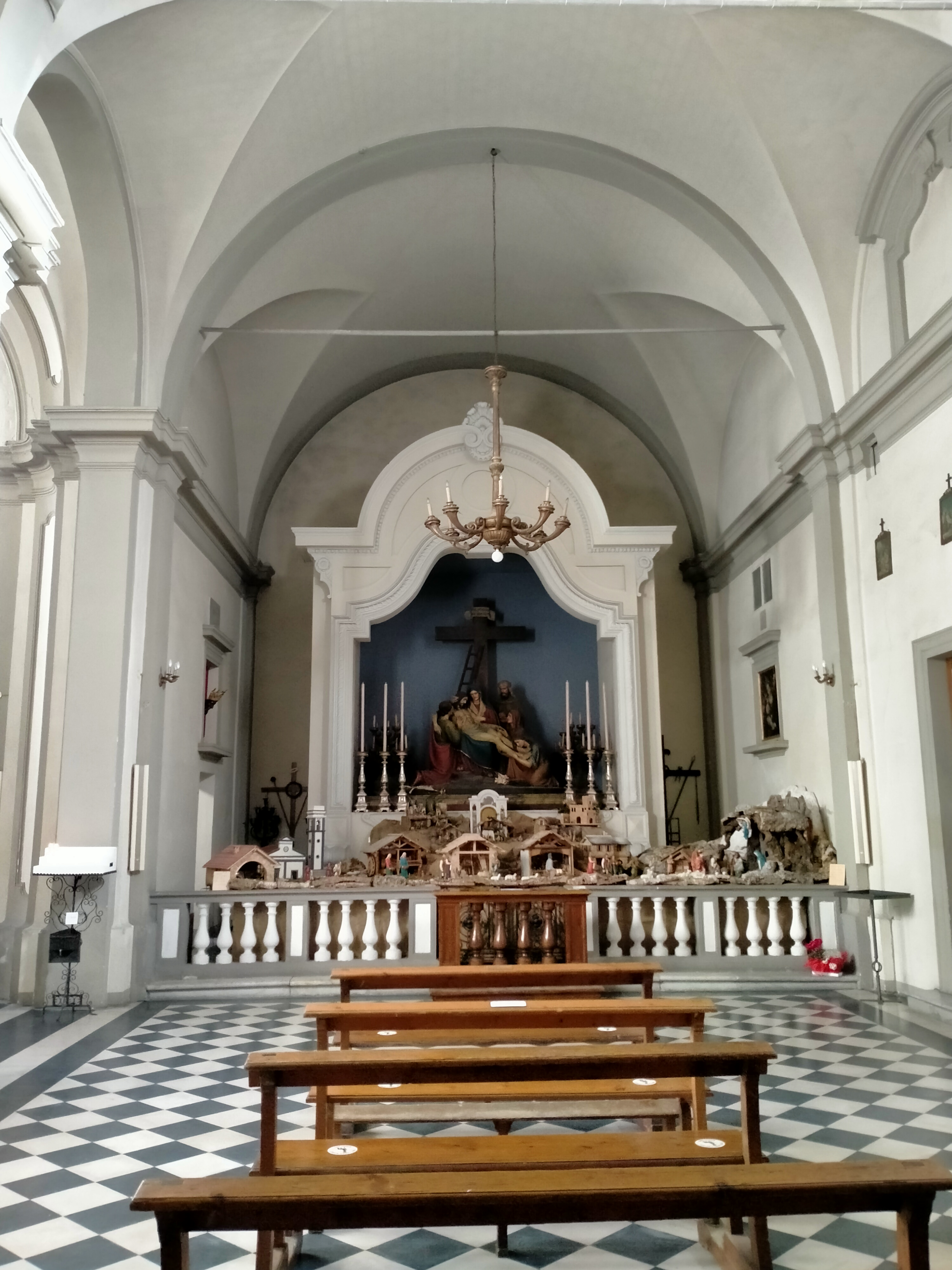
Altare del Gesù Morto